# Ehrenlegion

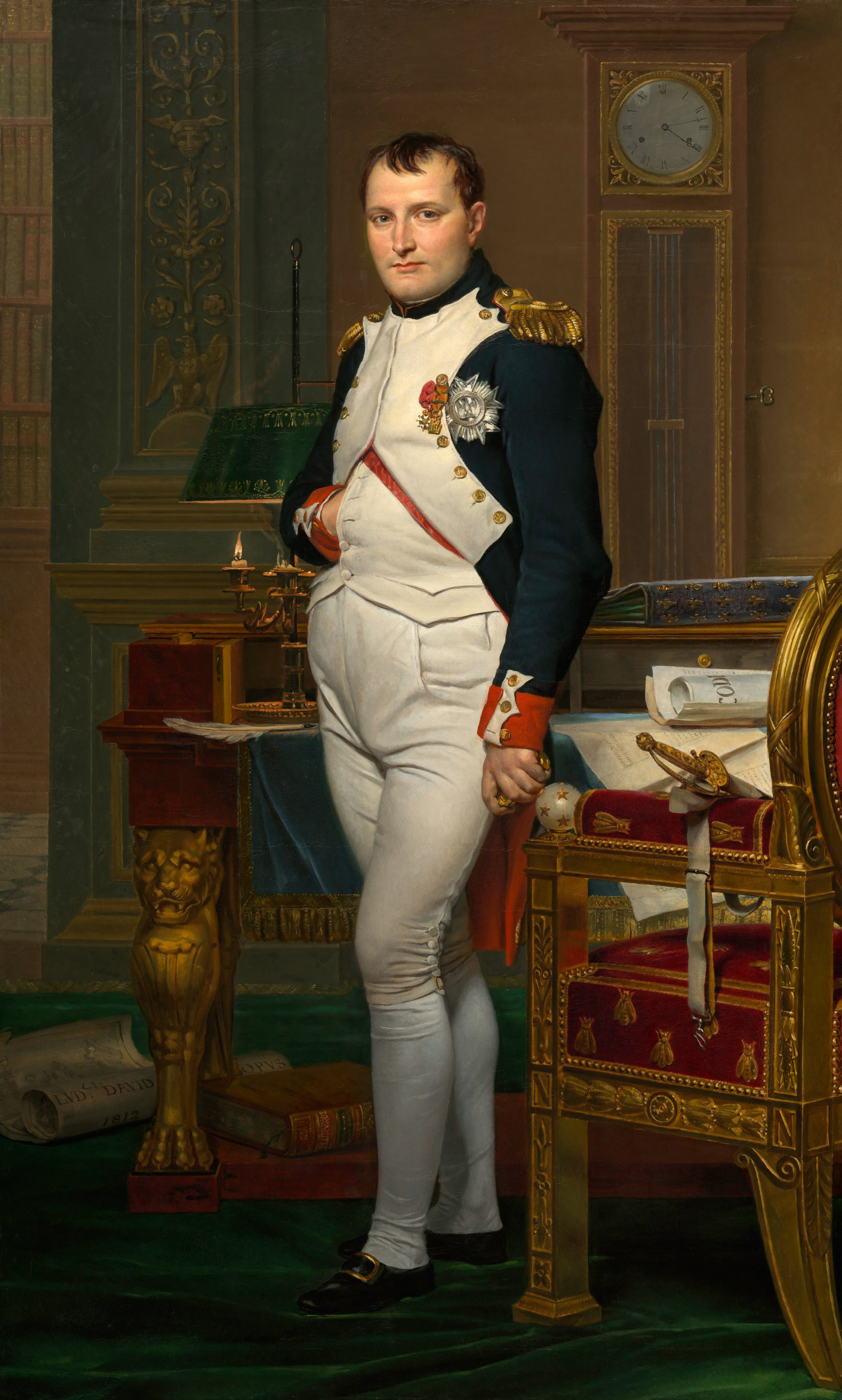
Napoleon in seinem Arbeitszimmer, Porträt von Jacques-Louis David, Öl auf Leinwand, 1812

Die Ehrenlegion (französisch Légion d’Honneur, vollständig L’ordre national de la Légion d’Honneur) ist ein französischer Verdienstorden. Der Orden wurde am 19. Mai 1802 von Napoleon Bonaparte, damals noch Erster Konsul, in der Absicht gestiftet, militärische und zivile Verdienste, ausgezeichnete Talente und große Tugenden zu belohnen und damit seine Macht als erster Mann im Staat durch Loyalität der Ausgezeichneten zu stärken. Kein Staatsbürger ist aufgrund seiner Geburt, seines Standes oder seines Religionsbekenntnisses von diesem Orden ausgeschlossen. Die Ehrenlegion ist die ranghöchste Auszeichnung Frankreichs. In Zivilkleidung wird die Miniatur je nach Rang als rotes Band oder als rote Rosette im Knopfloch getragen.

## Gründung
Durch die Französische Revolution veränderte sich das Auszeichnungswesen grundlegend. 1791 wurden die bisherigen Militärverdienstorden Ordre royal et militaire de Saint-Louis und Institution du Mérite militaire zur Décoration militaire zusammengelegt und nach der Ausrufung der Ersten Republik 1792 zusammen mit den Ritterorden (Orden vom Heiligen Geist, Michaelsorden, Orden unserer lieben Frau vom Berge Karmel) abgeschafft. Die neue Ordnung wollte jedoch auf ein Auszeichnungssystem nicht verzichten. Die durch die revolutionäre Umgestaltung geschaffenen Verwaltungs- und Staatsbehörden basierten auf einer aktiven Mitarbeit von Vertretern unterer Bevölkerungsschichten. In den Koalitionskriegen, die gegen Frankreich geführt wurden, erschien die Schaffung von Auszeichnungen notwendig, die den Leistungswillen der Massenheere (levée en masse) zum Ausdruck brachten und vor allem der Motivation dienten. Durch die veränderten Gesellschaftsstrukturen konnte auf das aus dynastischen Zeiten stammende Ordenswesen nicht zurückgegriffen werden. Eine Belohnung erfolgte durch Geldgeschenke oder durch die Vergabe von Ehrenwaffen in Form von gravierten Degen und Säbeln.

Kohorten der Ehrenlegion

In der Nationalversammlung wurde 1802 die auf einer Idee Napoleon Bonapartes beruhende Ehrenlegion ins Leben gerufen. Die Ehrenlegion berücksichtigte gleichermaßen zivile und militärische Verdienste. Orientierung gaben römische Vorbilder, was auch in den Bezeichnungen seinen Niederschlag fand. Die Legion wurde in 16 Kohorten eingeteilt, deren Gebiete sechs bis neun Départements und anderthalb bis zweieinhalb Millionen Einwohner umfassten. Jede Kohorte zählte 350 Legionäre, 30 Offiziere, 20 Kommandeure und sieben Großoffiziere. Jeder Kohorte stand ein Verwaltungsrat (französisch conseil d’administration) aus einem Großoffizier als Präsidenten, zwei Kommandeuren und je sechs Offizieren und Legionären vor. Die gesamten Legion wurde vom Großen Rat (französisch grand conseil d’administration) geleitet, Präsident des Rates und der Legion war der Erste Konsul. In die Legion konnte jeder unabhängig von Rang, Stand oder Konfession aufgenommen werden. Aufnahme und Mitgliedschaft stellten die Auszeichnung dar. Bis 1804 gab es auch kein sichtbar zu tragendes Insigne.

## Wandel vom Ritter- zum Verdienstorden

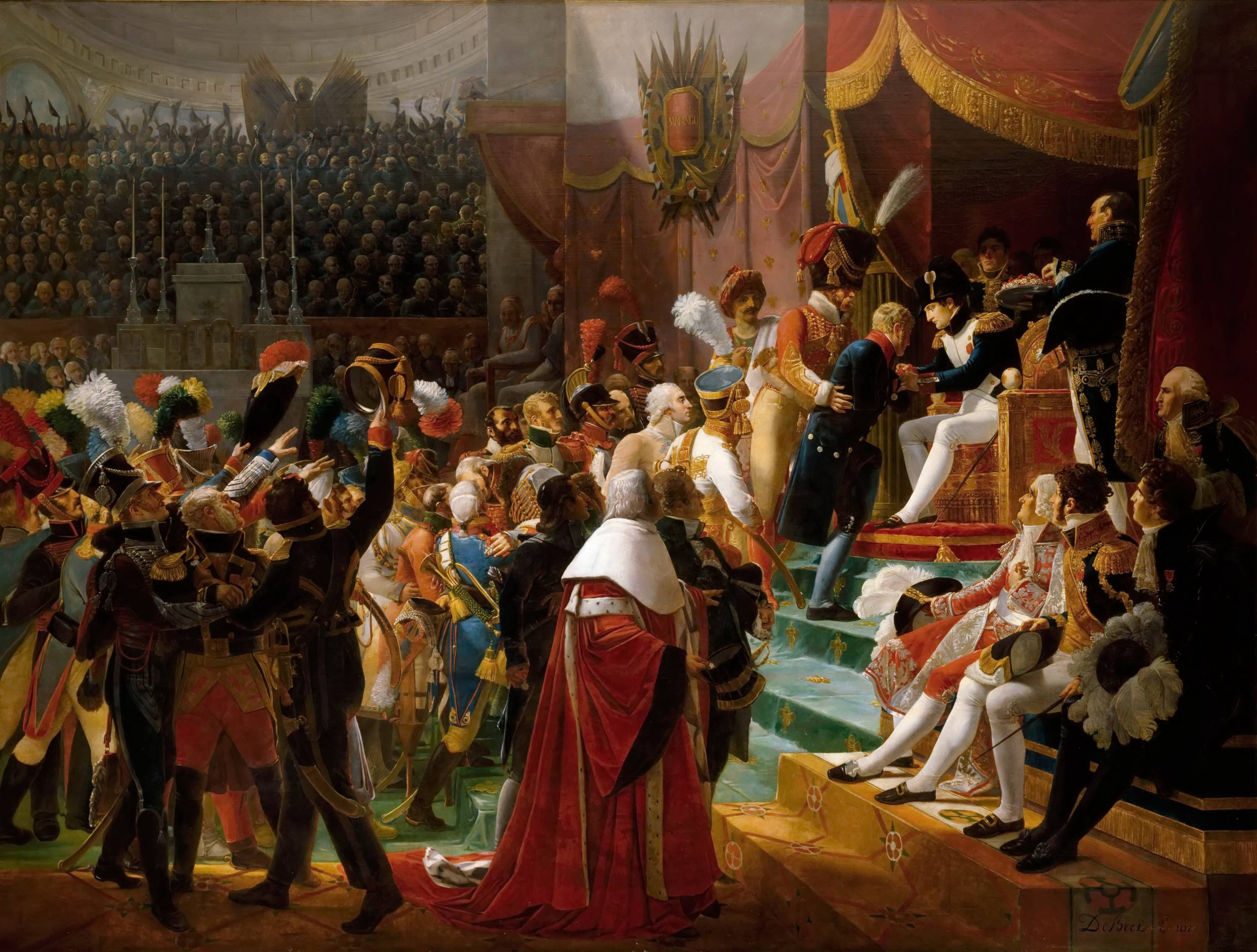
Jean-Baptiste Debret: Erste Verteilung der Dekorationen der Ehrenlegion in der Kirche des Invalidenheimes am 14. Juli 1804 (1812), Musée national du château de Versailles

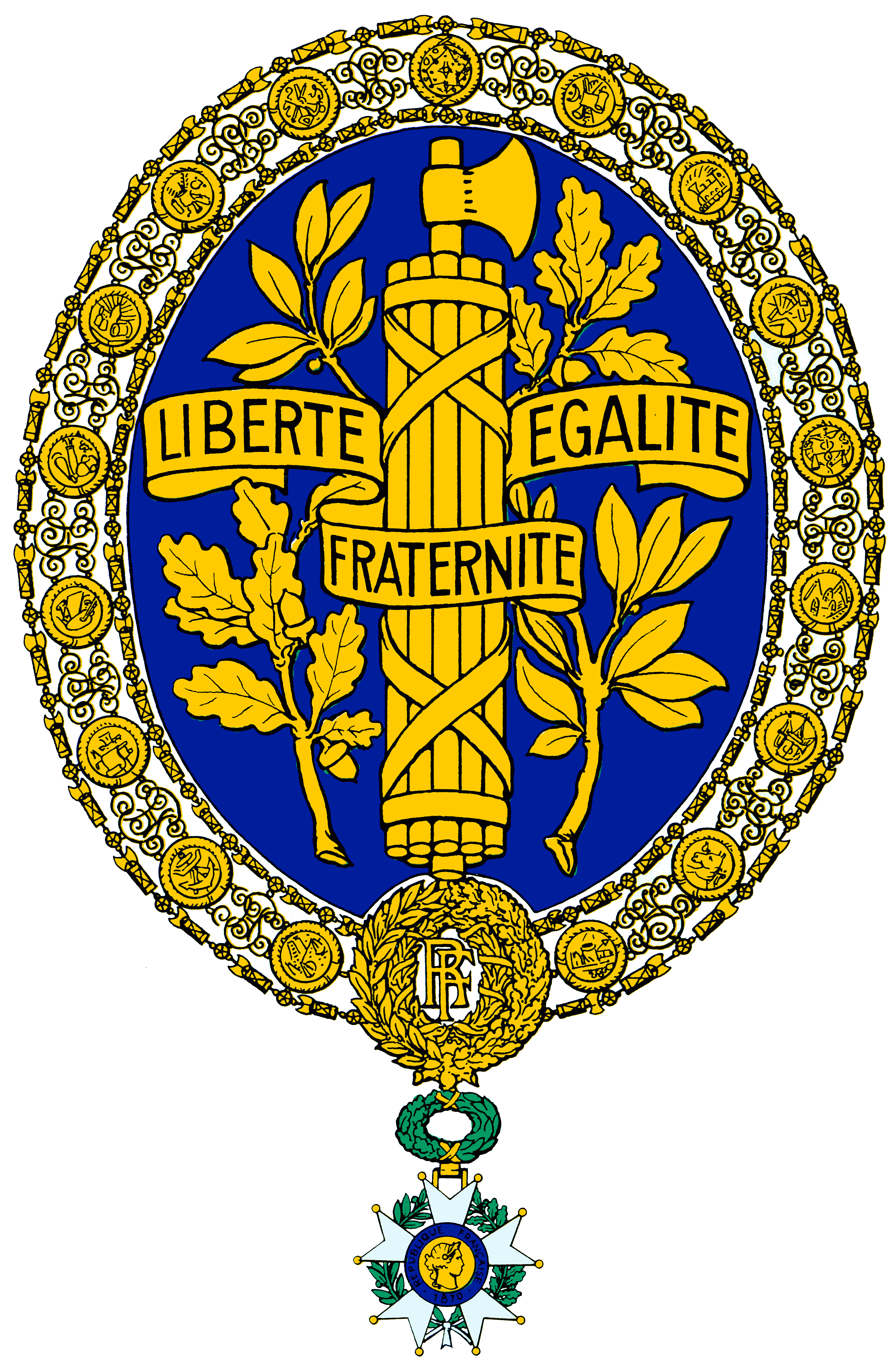
Ehemaliges Staatswappen der französischen Republik

Die Auszeichnung unterschied sich grundlegend von den Orden des Ancien Régime und entsprach in dieser Form den gesellschaftlichen Notwendigkeiten und Erfordernissen der Konsulatszeit. Als sich Napoleon 1804 zum Kaiser krönte, wurden auch die Statuten der Ehrenlegion geändert. Von einer Organisation wurde sie zum Verdienstorden umfunktioniert. In den folgenden Jahren entstand eine fünfklassige Einteilung in Großkreuz (maximal 75), Großoffizier (maximal 250), Kommandeur (maximal 1250), Offizier (maximal 10.000) und Ritter (maximal 125.000), die von der Ein- bzw. Dreistufigkeit bisheriger Orden abwich. Ein Ausdruck für die nationale Bedeutung dieser Auszeichnung ist ihr Bestand durch den politischen und zeitlichen Wandel bis zur Gegenwart. Als ziviler und militärischer Verdienstorden stand und steht sie allen Personen ohne Rücksicht auf Rang oder Stand offen. Im Laufe der Jahre wurden lediglich Modifizierungen der Verleihung oder Änderungen in der Größe und am Bild sowie der Devise im Medaillon des Ordenszeichens vorgenommen. Die Änderungen entsprachen dem jeweiligen politischen Umfeld. Von 1871 bis 1912 war das Zeichen der Ehrenlegion auch Bestandteil des Staatswappens der Dritten Republik.

## Internationale Vorbildfunktion

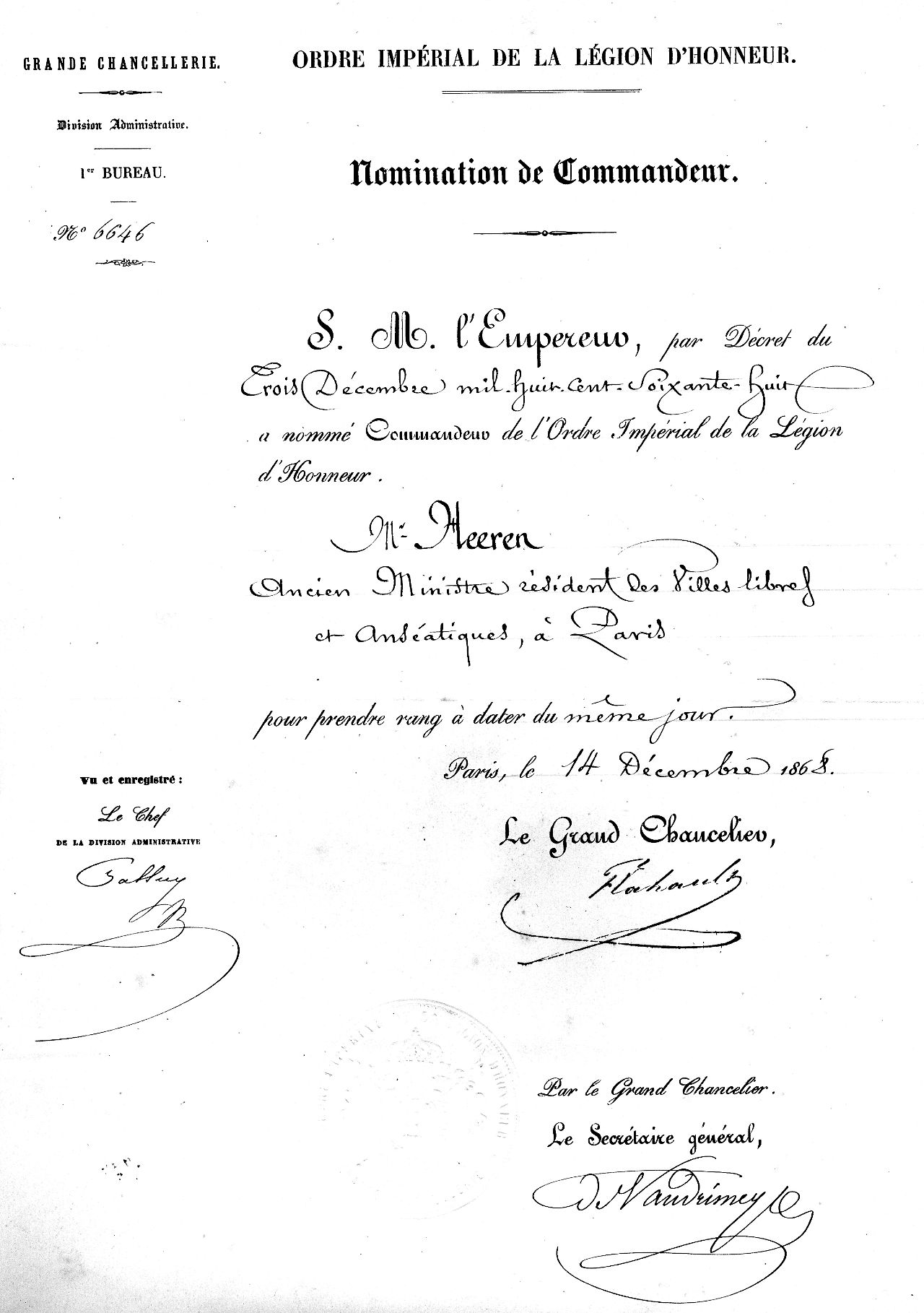
Verleihungsurkunde für den Hanseatischen Ministerresidenten in Paris Hermann von Heeren (1868)

Die Ehrenlegion als ein äußeres Zeichen der gesellschaftlichen Veränderungen war auch für das Auszeichnungswesen anderer Länder ein Vorbild. Die Entwicklung Europas wurde nachhaltig durch die Französische Revolution, die Auswirkungen der Koalitionskriege sowie die Napoleonischen Kriege beeinflusst. Staaten, die in einem Abhängigkeits- oder Besatzungsverhältnis zu Frankreich standen, übernahmen Teile der bürgerlichen Gesellschaftsstrukturen. Auch in den monarchisch geprägten Ländern Deutschlands nahm im 19. Jahrhundert die Zahl der Orden für Verdienste zu. Obwohl der Adel keine Verleihungsvoraussetzung mehr war, blieben die hohen Klassen (Großkreuz und Komtur) noch an Rang und Stand gebunden. Das Auszeichnungswesen war im 19. Jahrhundert durch eine Vielzahl von Stiftungen gekennzeichnet. Von 1800 bis 1945 entstanden in den deutschen Ländern 3.500 staatliche tragbare Auszeichnungen aller Kategorien und Klassen. Verdienstauszeichnungen wurden geschaffen für ein breites Leistungs- und Verdienstspektrum verschiedener Bereiche, Berufe, Ämter und Dienststellungen. Leistungen im wissenschaftlich-technischen Bereich, bei der industriellen Entwicklung und bei der Bewältigung von Verwaltungsaufgaben fanden mit der Verleihung von Verdienstorden eine Würdigung. Vertreter des Bürgertums wurden politisch gesehen im 19. Jahrhundert zu anerkannten Kräften in der Gesellschaft.
Viele Orden wurden um eine Großoffiziers- und Offiziersklasse, eine Medaille oder ein Verdienstkreuz erweitert. In der Fachsprache nennt man diese Ehrenzeichen, die einem Orden angeschlossen sind, affiliierte Medaillen oder Kreuze. Untere Berufsgruppen im Staatsapparat und niedere Ranggruppen des Militärs konnten so ebenfalls in den Genuss von Auszeichnungen kommen. Ordensverleihungen an Arbeiter oder Bauern blieben eine Ausnahme. Stiftungen und Statuten, Klasseneinteilung und Verleihungsmodalitäten sowie Gestaltung und Form der Orden des 19. Jahrhunderts wurden inhaltlich von den deutschen Fürsten vorgegeben. Sie waren auf die Würdigung von Leistungen zur Wahrung monarchischer Strukturen ausgerichtet. Verleihungen an Vertreter des Bürgertums sind innerhalb des monarchischen Systems Ausdruck der Würdigung ihrer Arbeit auf politischem, wirtschaftlichem, wissenschaftlichem und kulturellem Gebiet.

## Ordensklassen
Außer dem Grand Maître (Großmeister), einer Stufe, die dem Staatsoberhaupt (er trägt die Collane mit Orden) als Amtsinsignie vorbehalten ist, gibt es fünf Ordensklassen.
| Drei Rangklassen                                              | Drei Rangklassen                                          | Drei Rangklassen                                                  | Besondere Auszeichnungen                                                                          | Besondere Auszeichnungen                                                                                |
| Ritter – Chevalier de la Légion d’Honneur, vorher Légionnaire | Offizier – Officier de la Légion d’Honneur                | Kommandeur – Commandeur de la Légion d’Honneur, vorher Commandant | Großoffizier – Grand Officier de la Légion d’Honneur                                              | Großkreuz – Grand-croix de la Légion d’Honneur, vorher Grande Décoration, Grand Aigle oder Grand Cordon |
|                                                               |                                                           |                                                                   |                                                                                                   | |
| alternative Beschreibung                                      |                                                           |                                                                   |                                                                                                   | |
| Banddekoration, getragen auf der linken Brust                 | Banddekoration mit Rosette, getragen auf der linken Brust | Halsdekoration                                                    | Banddekoration mit Rosette, getragen auf der linken Brust, dazu Ordensstern auf der rechten Brust | Hüftdekoration (über der rechten Schulter) mit Ordensstern auf der linken Brust                         |

Auch Gruppen und Gemeinschaften können mit der Ehrenlegion à titre collectif ausgezeichnet werden, beispielsweise Schulen, Militärakademien und -Regimenter und insbesondere Städte. Von letzteren wurden mehr als 60 mit der Ehrenlegion ausgezeichnet, weil sie in besonderem Maße unter Kampfhandlungen zu leiden hatten oder sich durch besonderen kollektiven Widerstand gegen den Feind auszeichneten.

## Ehrensold
Mit der Aufnahme in die Ehrenlegion ist bis heute ein Ehrensold verbunden. Die jährliche Gratifikation blieb seit Gründung bis Mitte des 19. Jahrhunderts nahezu unverändert.
Es erhielt ein
- Legionär (légionnaire, 1808 umbenannt in Ritter/chevalier): 250 Goldfranken (F)
- Offizier (officier): 1000 F
- Kommandant (commandant, seit 1816 Kommandeur/commandeur): 2000 F
- Großoffizier (grand officier): 5000 F
- Großer Adler (grand-aigle, seit 1805) / Großes Band (grand-cordon, während der Ersten Restauration 1814) / Großkreuz (grand-croix, 1816): 20.000 F

Der Ehrensold bedeutete eine beträchtliche Aufbesserung des zivilen oder militärischen Gehalts. So bezog im Jahr 1812 ein einfacher Infanterist rund 100 F jährlich, ein Sergent einer Zentrumskompanie knapp unter 250 F, ein Unterleutnant etwa 1000 F, ein Hauptmann 2000 F, ein Oberst 5000 F und ein Divisionsgeneral 15–20.000 F.
Napoleon III. reduzierte 1852 die Pensionshöhe für alle Ordenstufen, mit Ausnahme der Ritter. Fortan erhielt der
- Offizier: 500 F
- Kommandeur: 1000 F
- Großoffizier: 2000 F
- Großkreuz: 3000 F

Heute besitzt der Ehrensold nur noch symbolischen Charakter, da seit Ende des 19. Jahrhunderts ein Inflationsausgleich unterbleibt. Eine Verringerung des Nominalwerts bedeuteten im Jahr 1960 die Umstellung von alten Francs auf neue Francs (Nouveau Franc) im Verhältnis 100:1 sowie die Einführung des Euro 1999/2002.
Im Jahr 2009 betrug die jährliche Zahlung an einen
- Ritter: 6,10 €
- Offizier: 9,15 €
- Kommandeur: 12,20 €
- Großoffizier: 24,39 €
- Großkreuz: 36,59 €

## Bekannte Ordensträger
Personenartikel bei Wikipedia, siehe Kategorie:Mitglied der Ehrenlegion
Seit seiner Stiftung ist der Orden von allen politischen Systemen und Regierungen gleichermaßen anerkannt. Die Träger der Auszeichnung bilden eine Gemeinschaft, welcher der Staatspräsident vorsteht. Die Entscheidung darüber, wer mit einem Orden der Ehrenlegion ausgezeichnet wird, kommt nur dem jeweils amtierenden französischen Staatspräsidenten zu, der zugleich Großmeister (Grand Maître) der Ehrenlegion ist.

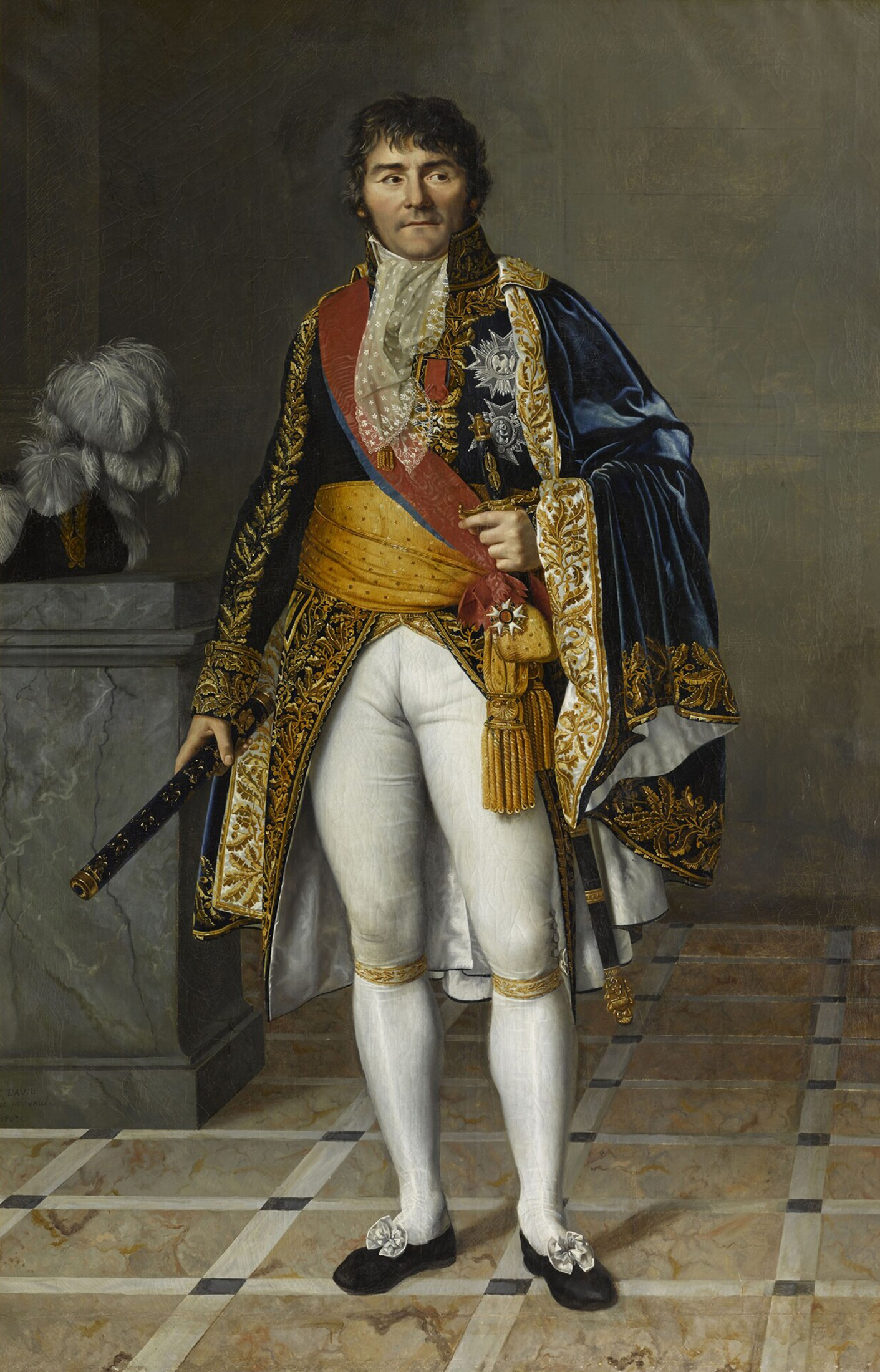
François-Joseph Lefebvre, um 1810, Grand-croix 1805
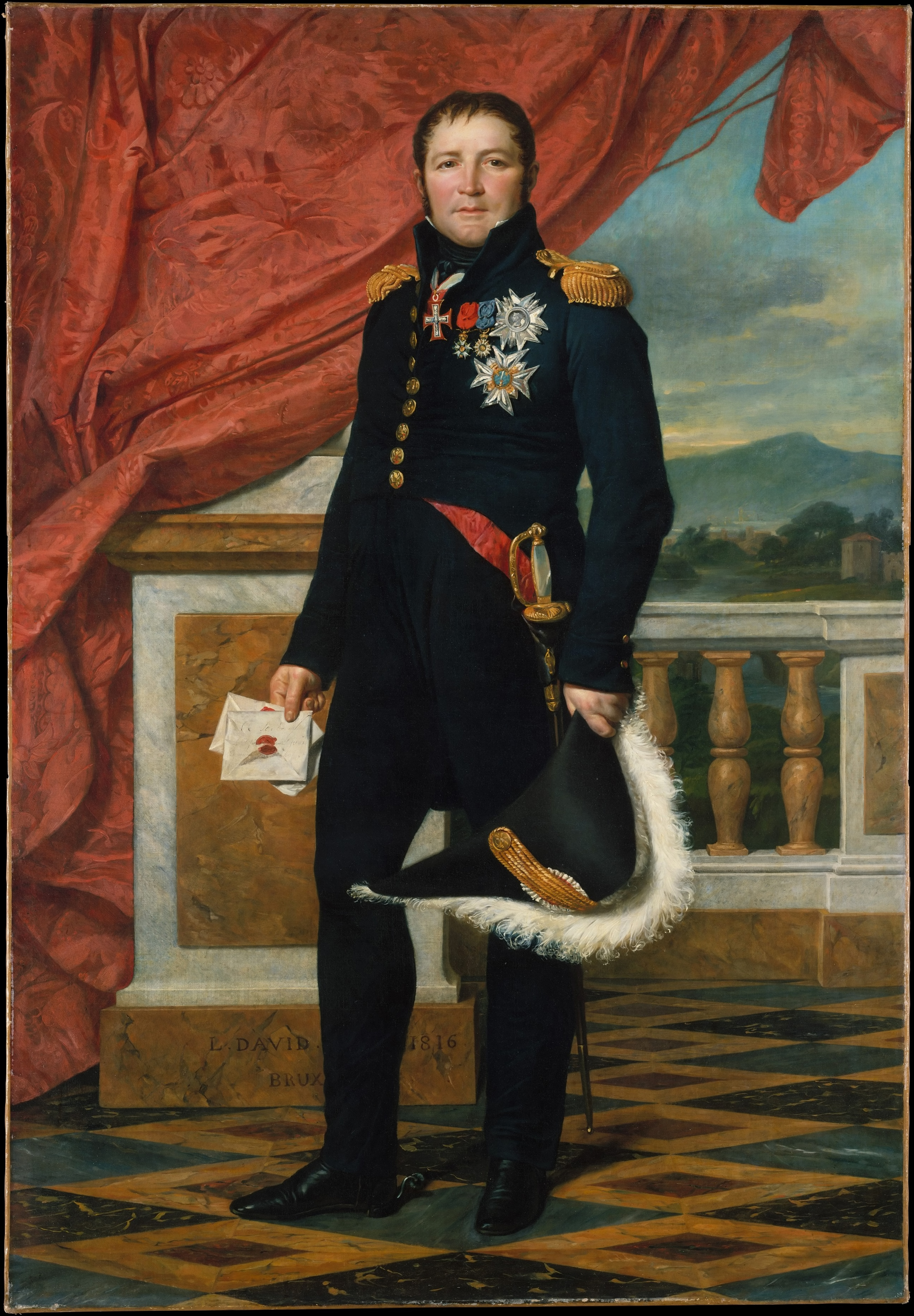
Étienne-Maurice Gérard Grand Chancelier (Großkanzler) 1835
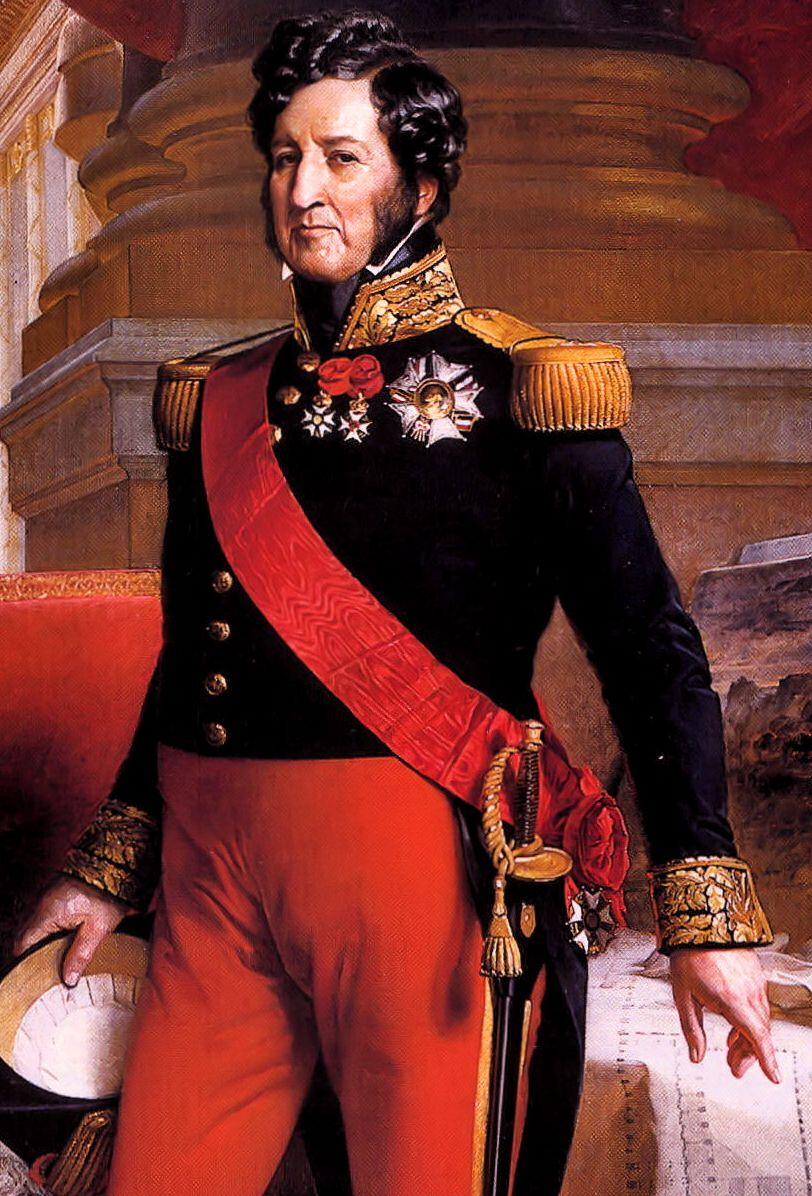
Bürgerkönig Louis-Philippe Grand Maître 1830–1849
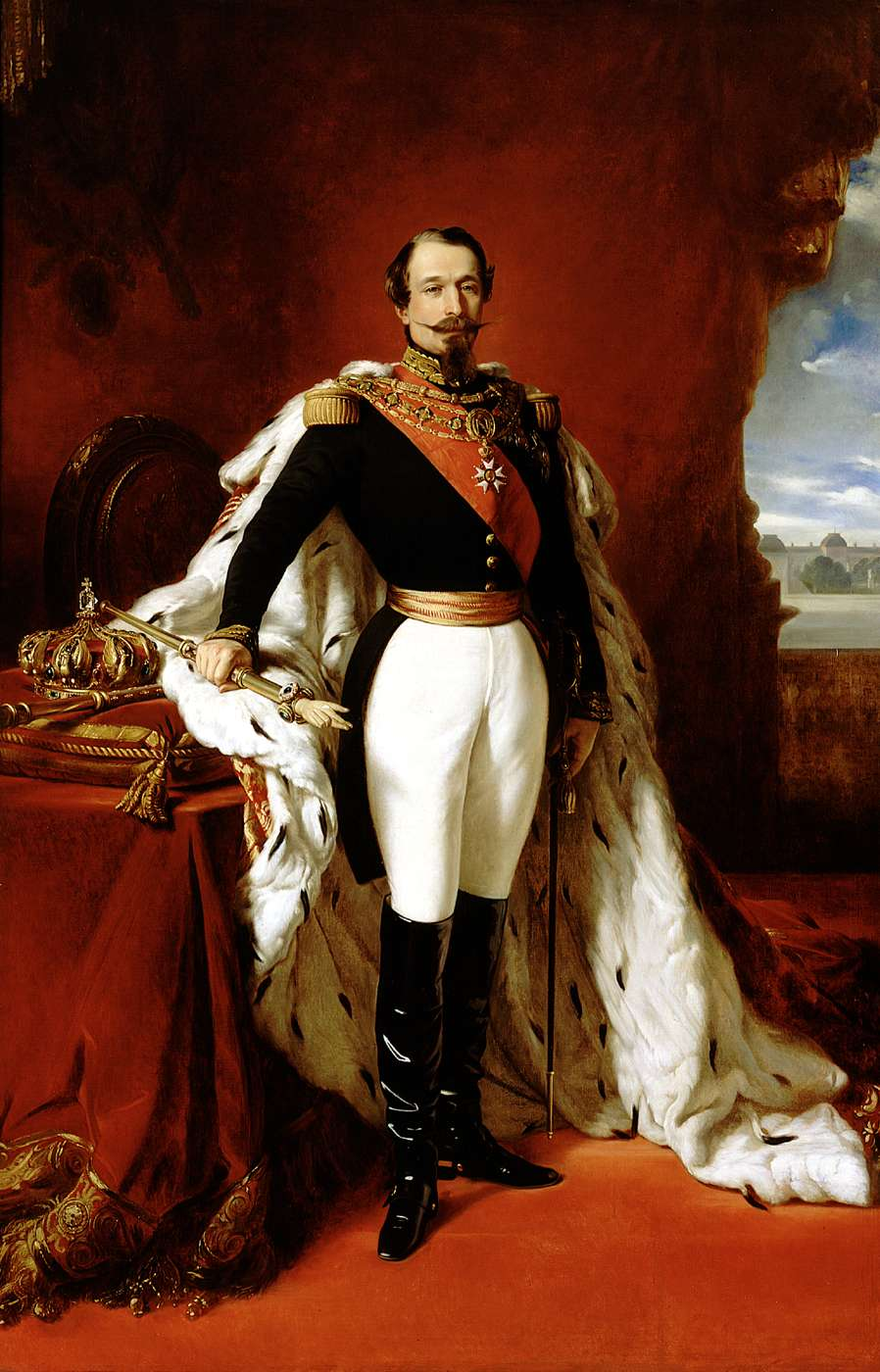
Napoleon III., 1852, Gemälde von F. X. Winterhalter Grand Maître 1849–1870

### Grand Chancelier de la Légion d’Honneur
- 1803–1814: Bernard Germain Étienne Médard de La Ville-sur-Illon
- 1814–1815: Dominique Dufour de Pradt
- 1815–1815: Bernard Germain Étienne Médard de La Ville-sur-Illon
- 1815–1831: Jacques MacDonald
- 1831–1835: Édouard Adolphe Mortier
- 1835–1839: Étienne-Maurice Gérard
- 1839–1842: Charles Nicolas Oudinot
- 1842–1848: Étienne-Maurice Gérard
- 1848–1848: Jacques Gervais, Baron Subervie
- 1848–1849: Gabriel Jean Joseph Molitor
- 1849–1852: Rémy-Isidore Exelmans
- 1852–1853: Philippe-Antoine d’Ornano
- 1853–1859: Anne Charles Lebrun
- 1859–1860: Aimable Pélissier
- 1860–1864: Ferdinand Alphonse Hamelin
- 1864–1870: Charles-Joseph de Flahaut
- 1870–1880: Joseph Vinoy
- 1880–1889: Louis Faidherbe
- 1889–1895: Victor Février
- 1895–1901: Léopold Davout
- 1901–1918: Georges-Auguste Florentin
- 1918–1934: Augustin Dubail
- 1934–1940: Charles Nollet
- 1940–1944: Charles Brécard
- 1944–1954: Darius Paul Dassault
- 1954–1969: Georges Catroux
- 1969–1975: Georges Cabanier
- 1975–1981: Alain de Boissieu
- 1981–1992: André Biard
- 1992–1998: Gilbert Forray
- 1998–2004: Jean-Philippe Douin
- 2004–2010: Jean-Pierre Kelche
- 2010–2016: Jean-Louis Georgelin
- 2016–2023: Benoît Puga[4]
- seit 2023: François Lecointre

### Grand Maître de la Légion d’Honneur (G. M. LH)
- 1804–1814: Napoleon Bonaparte
- 1814–1824: Ludwig XVIII.
- 1830–1849: Louis-Philippe I.
- 1849–1870: Napoleon III. (1849 bis 1852 und 1852 bis 1870)
- 1871–1873: Adolphe Thiers
- 1873–1879: Patrice de Mac-Mahon
- 1879–1887: Jules Grévy
- 1887–1894: Marie François Sadi Carnot
- 1894–1895: Jean Casimir-Perier
- 1895–1899: Félix Faure
- 1899–1906: Émile Loubet
- 1906–1913: Armand Fallières
- 1913–1920: Raymond Poincaré
- 1920–1924: Alexandre Millerand
- 1924–1931: Gaston Doumergue
- 1931–1932: Paul Doumer
- 1932–1940: Albert Lebrun
- 1947–1954: Vincent Auriol
- 1954–1959: René Coty
- 1959–1969: Charles de Gaulle
- 1969–1974: Georges Pompidou
- 1974–1981: Valéry Giscard d’Estaing
- 1981–1995: François Mitterrand
- 1995–2007: Jacques Chirac
- 2007–2012: Nicolas Sarkozy
- 2012–2017 François Hollande
- seit 2017: Emmanuel Macron

### Grand-croix de la Légion d’Honneur (G. C. LH)
- 1805: Louis-Nicolas Davout
- 1805: François-Joseph Lefebvre
- 1807: Alexander I.
- 1807: Jérôme Bonaparte
- 1808: Jean-Baptiste Bessières
- 1808: Joseph Bonaparte
- 1814: Pierre Riel de Beurnonville
- 1814: Jean Rapp
- 1816: Levin August von Bennigsen
- 1844: Pierre François Marie Auguste Dejean
- 1856: Pierre Bosquet
- 1859: Louis Arrighi de Casanova
- 1871: Peter I. (Jugoslawien)
- 1872: Louis d’Aurelle de Paladines
- 1881: Louis Pasteur
- 1914: Louis Archinard
- 1918: Émile Fayolle
- 1920: Gabriel Fauré
- 1924: Haile Selassie
- 1925: Kaddour Benghabrit
- 1926: Henri Le Rond
- 1929: Fulgence Bienvenüe
- 1938: Philippe Bunau-Varilla
- 1952: Harold Alexander, 1. Earl Alexander of Tunis
- 1956: Josip Broz Tito
- 1962: Konrad Adenauer
- 1969: Georges Pompidou
- 1973: Willy Brandt
- 1974: Valéry Giscard d’Estaing
- 1975: Carl XVI. Gustaf
- 1975: Walter Scheel
- 1979: António Ramalho Eanes
- 1986: Hans-Dietrich Genscher
- 1988: Andrew Bertie
- 1996: Léopold Sédar Senghor
- 1998: Thomas Klestil
- 2004: Abbé Pierre[5]
- 2006: Wladimir Putin
- 2008: Christiane Desroches-Noblecourt
- 2009: Otto von Habsburg
- 2012: Jean-Pierre Serre
- 2013: Heinz Fischer
- 2013: Joachim Gauck
- 2014: Roger Etchegaray
- 2017: Daniel Cordier
- 2018: Karim Aga Khan IV.
- 2018: Alfred Grosser
- 2020: Abd al-Fattah as-Sisi
- 2021: Angela Merkel[6]
- 2022: Étienne-Émile Baulieu[7]
- 2022: Serge Klarsfeld
- 2025: Prabowo Subianto[8]

### Grand Officier de la Légion d’Honneur (G. O. LH)
- 1804: Louis Antoine de Bougainville
- 1811: Jan Willem de Winter
- 1815: Pierre Cambronne
- 1815: Aimé Marie Gaspard de Clermont-Tonnerre
- 1826: François Fournier-Sarlovèse
- 1857: Ferdinand Barrot
- 1860: Marie-Alphonse Bedeau
- 1878: Jean-Baptiste Boussingault
- 1884: Louis Alexandre Brière de l’Isle
- 1910: Auguste Rodin
- 1911: Henri Harpignies
- 1914: Samuel Pozzi
- 1919: Paul Séjourné
- 1931: Marcel Givierge
- 1934: Gabriel Hanotaux
- 1937: André Siegfried
- 1946: Pau Casals
- 1949: Emile Dreyfus
- 1951: Théophile Alajouanine
- 1953: Arthur Honegger
- 1953: Colette
- 1956: Henri Mondor
- 1962: Franz Josef Strauß
- 1963: Le Corbusier
- 1976: Louise Weiss
- 1977: Marc Chagall
- 1980: Emilio Colombo
- 1984: Lucie Aubrac
- 1984: Raymond Aubrac
- 1989: Hans Hartung
- 2000: Jacques Dewatre
- 2005: Maurice Allais
- 2005: Jean-François Deniau
- 2007: Yves Saint Laurent
- 2008: Maurice Herzog
- 2008: Tahar Ben Jelloun
- 2008: Emmanuelle Cinquin
- 2009: Jean-Paul Paloméros
- 2011: Claude Lanzmann
- 2012: Gesine Schwan
- 2013: Cécile Rol-Tanguy
- 2014: Jean-Marie Lehn
- 2014: Marthe Gautier
- 2015: Gerhard Cromme[9]
- 2017: Frank-Walter Steinmeier
- 2018: Jean Lèques
- 2022: Beate Klarsfeld
- 2024: Viktoria von Schweden

### Commandeur de la Légion d’Honneur (C. LH)
- 1804: Louis Joseph Charles Amable d’Albert de Luynes

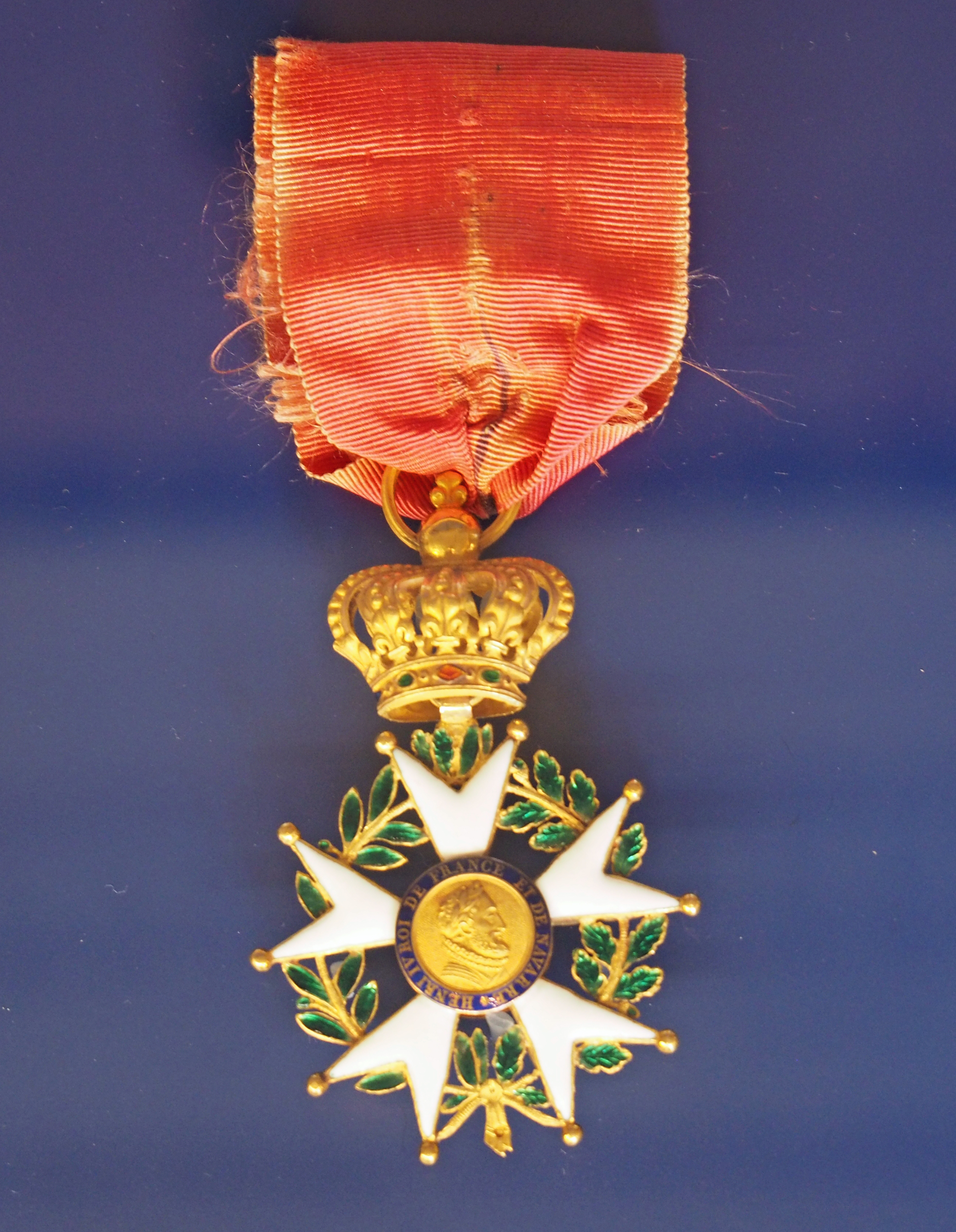
Komturkreuz des Ordens der Französischen Ehrenlegion, 1818 von König Ludwig XVIII. an Goethe verliehen

- 1804: Jean Charles Joseph de Laumond
- 1827: Anne Pierre Nicolas de Lapisse
- 1836: Jean Cruveilhier
- 1847: Friedrich Ludwig Wilhelm Christian Karl von Tabor
- 1851: Antoine Barthélémy Clot (Clot-Bey)
- 1857: Jean Antoine Théodore Gudin
- 1861: Franz Liszt
- 1864: Wilhelm Lenk von Wolfsberg
- 1868: Hermann von Heeren
- 1880: Pierre Puvis de Chavannes
- 1882: Frédéric-Auguste Bartholdi
- 1900: Philippe Crozier
- 1903: Louis Duchesne
- 1906: Jacques de Morgan
- 1918: Alfred Baudrillart
- 1918 (?): Auguste Rateau
- 1923: Robert Baden-Powell
- 1924: Antoine Bourdelle
- 1925: Jacques Helbronner
- 1927: Walter Gay
- 1930: Gustave Charpentier
- 1932: Paul Bar
- 1933: Edmond Aman-Jean
- 1939: Wilhelm Furtwängler
- 1946: Władysław Anders
- 1952: Florent Schmitt
- 1954: Eugène Freyssinet
- 1959: Robert Nünlist
- 1966: Johann Adolf Graf von Kielmansegg
- 1976: Karl Böhm
- 1977: Jean Borotra
- 1979: Carlos Chagas Filho
- 1979: Oscar Cullmann
- 1980: Jürgen Brandt
- 1980: Marguerite Yourcenar
- 1983: Akram Ojjeh
- 1983: Christian Feit
- 1984: Yaşar Kemal
- 1985: Horst Teltschik
- 1987: Michel Hollard
- 1989: Marlene Dietrich
- 1995: Marie-Claude Vaillant-Couturier
- 1996: Mikis Theodorakis
- 1998: Joseph Aloisius Ratzinger
- 1999: David Williamson, Baron Williamson of Horton
- 2000: Heinz Berggruen
- 2000: Hans-Olaf Henkel
- 2001: Theo Waigel
- 2002: Manfred Rommel
- 2002: Edmund Stoiber
- 2003: Mohammed Arkoun
- 2003: Nicolaus Sombart
- 2004: Erdoğan Teziç
- 2004: Marie-Claire Alain
- 2004: Charles Aznavour
- 2004: Paul Bocuse
- 2004: Hartmut Mehdorn
- 2004: Geneviève de Galard Terraube
- 2004: Klaus Wowereit
- 2005: Dieter Althaus[10]
- 2005: Roland Ertl
- 2006: Kazimierz Świątek
- 2006: Karl Lehmann
- 2007: Daniel Barenboim
- 2007: Jean-Paul Belmondo
- 2007: François Pinault
- 2007: Oscar Niemeyer
- vor 2008: James L. Jones
- 2008: Claudia Cardinale
- 2008: Christina Weiss
- 2008: Jürgen Rüttgers
- 2008: Marek Edelman
- 2009: Władysław Bartoszewski
- 2009: Jean Charest
- 2009: Clint Eastwood
- 2010: Karl Lagerfeld
- 2010: Christa Ludwig
- 2010: Hans-Lothar Domröse
- 2011: Jeannie Longo-Ciprelli
- 2011: Hans-Gert Pöttering
- 2011: Werner Spies
- 2012: Umberto Eco[11]
- 2014: Barbara Prammer
- 2014: Alain de Krassny
- 2015: Thomas Enders[9]
- 2015: Jacques R. Saadé
- 2016: Ismail Kadare
- 2016: Michel Legrand
- 2016: Bernard Norlain
- 2016: Volker Wieker
- 2017: Franz Vranitzky
- 2017: Günter Pappenheim
- 2017: Edi Rama
- 2017: Bill Gates
- 2017: Arnold Schwarzenegger
- 2018: Arnaud Beltrame
- 2018: Marthe Gautier
- 2019: Elton John
- 2019: Wolfgang A. Herrmann
- 2020: Samuel Paty
- 2023: Armin Laschet
- 2025: Boris Pistorius

### Officier de la Légion d’Honneur (O. LH)
- 1804: Dominique Jean Larrey

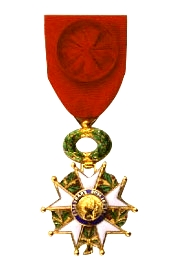
Offizierskreuz der Ehrenlegion in Gold, III. Republik, um 1880.

- 1804: François-Joseph d’Offenstein
- vor 1809: Alexandre Méchin
- 1811: Étienne André François de Paule Fallot de Beaumont de Beaupré
- 1812: Andreas Ragettli
- 1815: Joseph Léopold Sigisbert Hugo
- 1815: Jean Louis Antoine Alexandre Chastelain de Verly
- 1815: Friedrich Ludwig Wilhelm Christian Karl von Tabor
- 1817: Florian von Seydlitz
- 1821: François Joseph Bosio
- 1827: Johann Gottfried Tulla
- 1846: Adolphe d’Houdetot
- 1850: Joseph Récamier
- 1851: Joseph-Frédéric-Benoît Charrière
- 1859: Faustin Hélie
- 1867: Alphonse Royer
- 1870: Nicolas Gosse
- 1878: Gabriel Davioud
- 1878: Henri Opper de Blowitz
- 1881: Ernest Besnier
- 1889: Hubert von Herkomer
- 1894: Jean Béraud
- 1895: Rosa Bonheur
- 1895: Rudolf Rittmeyer
- 1900: Arthur Constantin Krebs
- 1901: Joseph Boussinesq
- 1903: Charles Ephrussi
- 1907: Napoléon Schroeder
- 1911: Lucien Simon
- vor 1912: Gustav von Schoeller
- 1912: George Broca[12]
- 1913: Jean Noté
- 1914: Henri Bergson
- 1915: Milan Rastislav Štefánik
- 1919: Pierre Teilhard de Chardin
- 1923: Georges Goursat
- 1927: Jeremiah Denis Matthias Ford
- 1929: Alexis Lemaître MAfr
- 1931: Georges Durand
- 1933: Édouard Branly
- 1934: Charles de Lambert[13]
- 1939: Jules Supervielle
- 1946: Mathilde Paravicini
- 1959: Otto Hahn
- 1959: Max von Laue
- 1959: Konrad Loerke
- 1960: Jean Gabin
- 1966: Helmut Coing
- 1966: Max Ernst
- 1971: Marlene Dietrich
- 1980: Patrick Baudry
- 1981: David Kenworthy, 11. Baron Strabolgi
- 1984: André Castelot
- 1986: Marcel Marceau
- 1989: Christoph-Adolf Fürus
- 1989: Wilhelm Jacoby
- 1995: Colette Besson
- 1999: Robert Parker
- 1999: Jean Chalamon
- 2000: Michel Friedman
- 2000: Wolfgang A. Herrmann
- 2000: Walter Veltroni
- 2001: Hartmut Mehdorn
- 2001: Petra Roth
- 2001: Tomi Ungerer
- 2004: Philipp Freiherr von Boeselager
- 2004: Jean Reno
- 2004: Andrew Victor Schally
- 2004: Josef Pühringer
- 2004: Wolf Lepenies
- 2005: Ulrich Wickert
- 2005: André Gayot
- 2005: Nicolas Hayek
- 2006: Wolfgang Wosolsobe
- Vor 2007: André Migdal
- 2007: Beate Klarsfeld
- 2007: David Lynch
- 2007: Enrico Macias
- 2007: Amitabh Bachchan
- 2007: Barbra Streisand
- 2007: Philippine de Rothschild-Sereys
- 2007: Aimé Jacquet
- 2008: Giorgio Armani
- 2008: Jacques Delcourt
- 2008: Thomas Treu
- 2009: Günter Gloser
- 2009: Gunther Krichbaum
- 2009: Bernadette Lafont
- 2009: Georg Nachtsheim
- 2009: Zinédine Zidane
- 2010: Martin Schulz
- 2010: Michael Schumacher
- 2010: Chesley Sullenberger
- 2011: Mireille Mathieu
- 2011: Pascal Couchepin
- 2012: Edmund Entacher
- 2012: Kurt W. Liedtke
- 2012: Paul McCartney
- 2012: Hubert Burda
- 2012: Christine Lagarde
- 2013: René Obermann
- 2013: Liz Mohn
- 2014: Claire Schlenker
- 2015: Marianna Vardinogianni
- 2015: Jennifer Flay
- 2016: Annegret Kramp-Karrenbauer
- 2019: Manfred Nielson
- 2021: Albie Sachs
- 2024: Herbert Traube

### Chevalier de la Légion d’Honneur (Ch. LH)
- 1804: Johann Wilhelm Gottfried von Lommessem
- 1805: Johann Friedrich Jacobi
- 1808: Johann Wolfgang von Goethe
- 1808: Christoph Martin Wieland

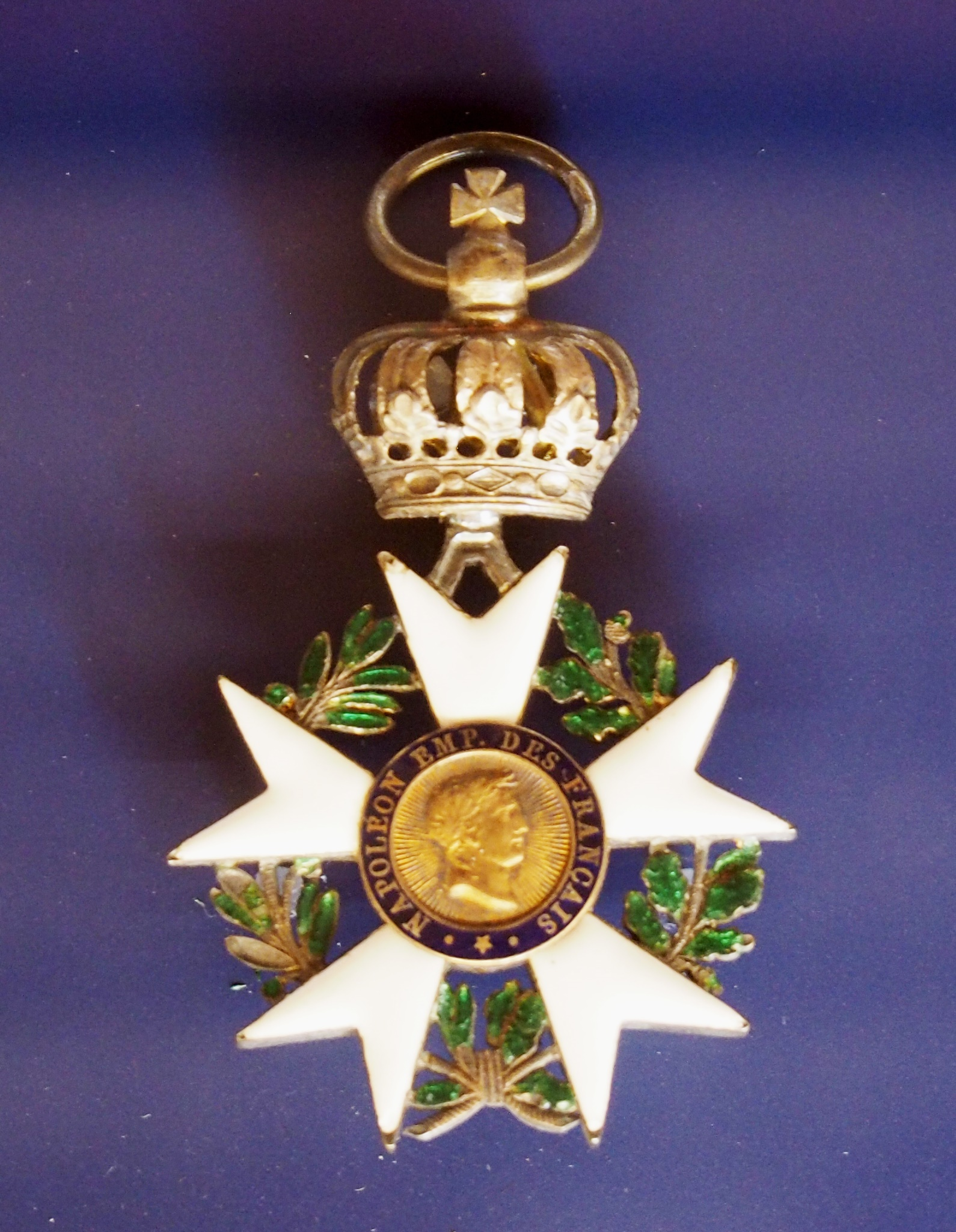
Ritterkreuz der Französischen Ehrenlegion, 1808 von Kaiser Napoleon an Goethe verliehen

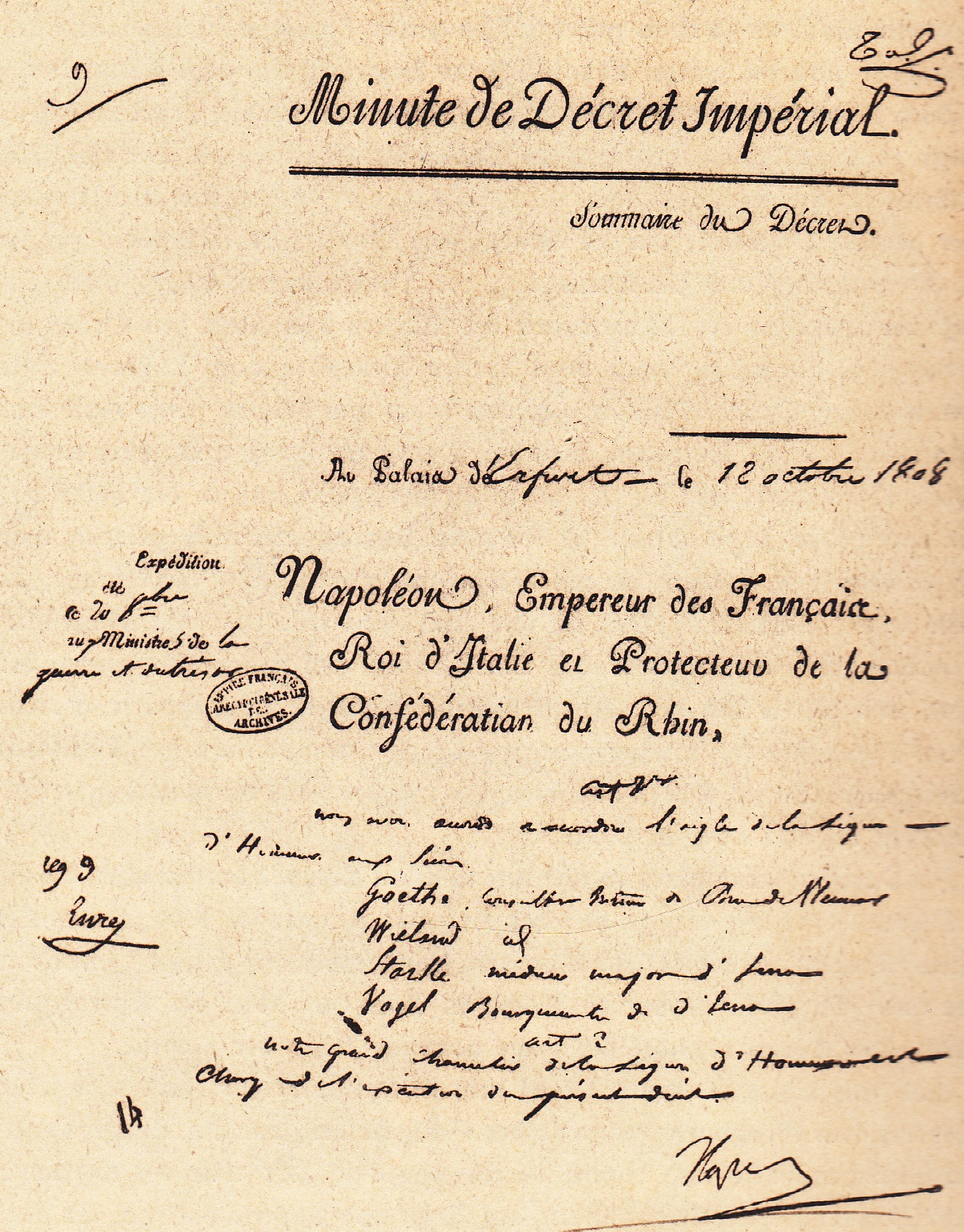
Dekret Napoleons zur Ernennung von Goethe, Wieland, Stark und Vogel (Bürgermeister in Jena) zu Rittern der Ehrenlegion (1808)

- 1808: Johann Christian Stark der Ältere
- 1808: Jean Louis Antoine Alexandre Chastelain de Verly
- 1810: Jean-Denis-François Camus
- 1810: Cornelius von Guaita
- 1810: Karl Cetto
- 1812: Baltasar Bundi
- 1816: Abraham Louis Breguet
- 1821: Pierre André Latreille
- 1823: Joseph Récamier
- 1824: Heinrich Karl Rosenstiel
- 1824: Frédéric Cailliaud
- 1824: René Charles Guilbert de Pixérécourt
- vor 1825: Friedrich Heinrich von Friedrich von der Leyen
- 1827: François-Frédéric Lemot
- 1828: Nicolas Gosse
- 1829: Louis Adam
- 1835: Stendhal
- 1844: Charles Valentine Riley
- 1844: Alphonse Royer
- 1845: Louis Clément François Breguet
- 1845: Émile Prisse d’Avesnes
- 1846: Federico de Madrazo y Kuntz
- 1849: Marcel Jérôme Rigollot
- 1851: Marie-Angélique Duchemin
- 1853: Arthur Dinaux
- 1855: Jean-Marie Vianney
- 1856: Rudolf Keyser
- 1858: Jean-Joseph Zéphirin Gerbe
- 1860: Félix Billet
- 1863: Nikolai Jegorowitsch Swertschkow
- 1865: Eugène Ernest Hillemacher
- 1867: Jules Brunet
- 1867: Jacques-Maximilien Garcin
- 1867: Émile Vaudremer
- 1870: Antoine Béchamp
- 1871: Ulrich Ochsenbein
- 1875: Georges Bizet
- 1877: Karl Bodmer
- 1877: Johann Strauss (Sohn)
- 1878: Albert Anker
- 1878: Étienne Prosper Berne-Bellecour
- 1878: Felix von Luschan
- 1879: Jean-Maurice-Émile Baudot
- nach 1879: Alfred Cluysenaar
- 1882: Charles Ephrussi
- 1886: Paul Séjourné
- 1888: Hermann Jaeger
- 1889: Charles Bourseul
- 1889: Anders Zorn
- vor 1890: Louis-Alexandre Saint-Paul de Sinçay
- 1892: George Broca[12]
- 1892: Henri-Paul Motte
- 1895: Eugène Ménégoz
- 1896: Max Liebermann
- 1897: Désiré André
- 1898: Charles Baltet
- 1900: Agathon Léonard
- 1901: Lucien Simon
- 1901: Alfons Mucha
- 1904: Emile Claus
- 1906: Louis Bernacchi
- 1907: Karl Göttelmann
- 1908: Albert Bettannier[14]
- 1912: Olga Boznańska
- 1914: Mustafa Kemal Pascha
- 1918: Aníbal Milhais
- 1919: Auguste Escoffier
- 1920: Marie-Louise Ruedin
- 1922: Lyman Abbott, Camille Benoît, Anna Branting, Pierre Levasseur
- 1930: Antoine de Saint-Exupéry
- 1933: Elizabeth Alice Le Blond
- 1935: Walt Disney
- 1935: Wolfgang Himmelbaur
- 1945: Jack Agazarian
- 1945: Adolf Mayer
- 1947: Nancy Cunard
- 1947: Auguste Delaune
- 1947: Janet Flanner
- 1948: Charles Boyer
- 1948: Berthe Weill
- 1950: Marlene Dietrich
- 1953: Charles le Maistre
- 1953: Charles Faroux
- 1953: Georges Jouatte
- 1954: Jean-Marie Balestre
- 1958: Pierra Vejjabul
- 1960: Hans Arp
- 1962: Antonin Magne
- 1966: Jacques Anquetil
- 1967: Tomasi Kulimoetoke II.
- 1967: Oscar Niemeyer
- 1973: Louis de Funès
- 1978: Heinz Weil
- 1984: Philippe Mariotti
- 1985: Talal Abu-Ghazaleh
- 1985: Miguel Ángel Estrella
- 1987: Gae Aulenti
- 1988: Barbara (Monique Andrée Serf)
- 1989: Léon Poliakov
- 1990: Michel Schwalbé
- 1991: Alfred Courmes
- 1992: Myung-whun Chung
- 1993: Eddy Marnay
- 1994: France Gall
- 1994: Paul Haeberlin
- 1994: Bernard Loiseau
- 1995: Louis de Cazenave
- 1995: Sivaji Ganesan
- 1997: Jost Prüm
- 1997: Marta Pan
- 1998: Fabien Barthez
- 1998: Ernst Beyeler
- 1998: Claude Jade
- 1999: Jean-Claude Thoenig[15]
- 1999: Paulo Coelho
- 2000: Constantin Andreou
- 2000: Heinz Stahlschmidt (Henri Salmide)
- 2000: Elias Chacour
- 2001: Liliane Bettencourt
- 2001: Anthony Atkinson
- 2001: Pierre Audi
- 2001: Flor Isava Fonseca
- 2001: Hardy Krüger
- 2001: Bernhard Schlink
- 2002: Pierre Arditi
- 2002: Sabine Christiansen
- 2002: Arsène Wenger
- 2003: Ernesto Bertarelli
- 2003: Bono
- 2003: Guy Martin
- 2003: Wolfgang Tiefensee
- 2003: Frank Buckles
- 2004: Jean-Luc Van Den Heede
- 2004: Walter Homolka
- 2004: Alice Schwarzer
- 2004: Claudia Roth
- 2004: Gerhard Leo
- 2004: Michał Gutowski
- 2004: Peter Altmaier
- 2004: Reinhold Würth
- 2005: Christine Caron[16]
- 2005: Montserrat Caballé
- 2005: Ivan Ćurković
- 2005: Herbert Schmalstieg
- 2005: Peter Scholl-Latour
- 2005: E. Sreedharan
- 2005: Margret Wintermantel
- 2006: Pierre Alechinsky
- 2006: Yann Arthus-Bertrand
- 2006: Rose Dieng-Kuntz
- 2006: Hermann Hofer
- 2006: Reinhold Robbe
- 2006: Valentino Garavani
- 2006: Ernst-Ludwig Winnacker
- 2007: Léo Apotheker
- 2007: Waris Dirie
- 2007: Christine Albanel
- 2007: Isaac de Bankolé
- 2007: Pierre Brice
- 2007: Roger Beaufrand
- 2007: Céline Dion
- 2007: Pierre Hermé
- 2007: Jobst Plog
- 2007: Ronald Searle
- 2007: Julio Iglesias
- 2007: Elisabeth Eidenbenz
- 2007: Édith Girard
- 2008: Ellen MacArthur
- 2008: Íngrid Betancourt
- 2008: Roland Mack
- 2008: Olga Swiblowna
- 2008: China Zorrilla
- 2009: Sébastien Loeb
- 2009: José Antonio Abreu
- 2009: Rainer Haas
- 2009: Lóránd Hegyi
- 2009: Matthias Wissmann
- 2009: Helmut Claas
- 2009: Joanne K. Rowling[17]
- 2010: Erró
- 2010: Tony Fernandes
- 2010: Olivia de Havilland
- 2010: Serge Gut
- 2010: Emir Kusturica
- 2010: Anneliese Poppinga
- 2010: Robert Redford
- 2010: Simon Rattle
- 2010: Wolfgang Wagner
- 2010: Diane Herzogin von Württemberg
- 2010: Toni Morrison
- 2011: Brigitte Fassbaender
- 2011: Arvo Pärt
- 2012: Georg Baselitz
- 2012: Claude Bergeret[18]
- 2012: Corinne Goddijn-Vigreux
- 2012: Michael Haneke
- 2012: Salma Hayek
- 2012: Nicola Leibinger-Kammüller
- 2012: Rupert Neudeck
- 2012: Theo Öhlinger
- 2012: Nano Ruzhin
- 2012: Dédé Saint Prix
- 2013: Mélanie Berger-Volle
- 2013: Peter Engelmann
- 2013: Thaddaeus Ropac
- 2013: Harald Schmidt[19]
- 2013: Klaus-Heinrich Standke
- 2013: Guy Bertrand
- 2014: Helen Patton-Plusczyk
- 2014: Shah Rukh Khan
- 2015: Latifa Ibn Ziaten
- 2015: Michel Forst
- 2016: Alice Greyer-Wieninger
- 2016: Brendan Halligan
- 2016: Rolf-Dieter Heuer[20]
- 2017: Gudrun Gersmann[21]
- 2017: Claire Doutriaux
- 2018: Geneviève Callerot[22]
- 2018: Martin Richenhagen[23]
- 2018: Daniela Schwarzer[24]
- 2020: Christine Ferber
- 2020: Diane von Fürstenberg
- 2021: Daniela De Ridder[25]
- 2021: Charlotte Webb
- 2022: Johann Langenegger
- 2022: Jacqueline Boysen
- 2022: Fabio Quartararo
- 2022: Bénédicte Savoy
- 2024: Sabine Klauke
- 2025: Léa Drucker
- 2025: Gisèle Pelicot

## Ablehnungen des Ordens
- Die Mitarbeiter der Satire-Zeitung Le Canard enchaîné haben von jeher die Auszeichnungen durch Orden zurückgewiesen, in erster Linie diejenigen der Ehrenlegion. Der Journalist Pierre Scize wurde 1933 entlassen, weil er ihn angenommen hatte.[26]
- Der Dramaturg Népomucène Lemercier weigerte sich, den Eid auf den Kaiser und seine Dynastie abzulegen. Lafayette und die Dichter Jean-François Ducis, Gérard de Nerval, George Sand, Honoré Daumier, Émile Littré, Gustave Courbet und Guy de Maupassant lehnten die Annahme ab, Maurice Ravel gab sie ohne Begründung zurück. Pierre und Marie Curie, Eugène Le Roy, Jean-Paul Sartre, Simone de Beauvoir, Albert Camus, Antoine Pinay gehören zu den weiteren Verweigerern. Brigitte Bardot wurde 1985 ausgezeichnet, weigerte sich aber, zur Verleihung zu erscheinen, ebenso Catherine Deneuve und Claudia Cardinale.[27]
- Anarchistische Dichter wiesen die Auszeichnung ebenso zurück wie etwa Jacques Prévert, Georges Brassens, der darüber ein Chanson schrieb, oder Léo Ferré, der spottete, „dieses unglückselige Band, das rot wie die Schande ist“.[28]
Geneviève de Fontenay dagegen, die Präsidentin von Miss France, wurde von einem savoyischen Abgeordneten vorgeschlagen, lehnte aus Bescheidenheit ab: „Dieses Band an irgend jemanden abzugeben … wie eine Schokoladenmedaille, ist wirklich eine Entehrung des Ordens.“[28]
- Der Ende 1997 ausgezeichnete Schriftsteller Bernard Clavel hatte wissen lassen, dass er den Orden nicht annähme und es vorzöge, dem „Clan derjenigen, die ihn verweigert haben“ anzugehören. Er fügte hinzu, dass sein Onkel Charles ihn erhalten hatte, weil er sein Blut in einem fürchterlichen Krieg in Strömen für sein Land vergossen hatte. „Ich denke, er würde sich in seinem Grab umdrehen, wenn er wüsste, dass ich das gleiche Band trage wie er.“
- Vincent Auriol, Präsident der Republik, hatte 1949 den Schriftsteller Marcel Aymé für den Orden der Ehrenlegion vorgeschlagen. Aymé antwortete 1950 in der Satirezeitschrift Le Crapouillot wortreich, höflich und derb zugleich: „… würde ich Sie bitten, dass Sie bereit sind, sich Ihre Ehrenlegion sonstwo hinzustecken …“ (… je les prierais qu’il voulussent bien, leur Légion d’honneur, se la carrer dans le train …[29][30]) Aymés Replik wurde häufig zitiert und dadurch im Laufe der Jahre berühmt.[31]
- Es gibt auch Personen, die den Orden zwar akzeptieren, sich jedoch weigern, ihn zu tragen, zum Beispiel Jean d’Ormesson von der Académie française.
Der Armenhelfer Abbé Pierre wurde 1992 zum Großoffizier der Ehrenlegion ernannt. Er lehnte die Auszeichnung zwar nicht ab, weigerte sich aber bis 2001 sie zu tragen, aus Protest gegen die Weigerung des französischen Staates, den Obdachlosen leere Wohnungen zuzuweisen. Im Jahr 2004 wurde er zum Träger des Großkreuzes der Ehrenlegion ernannt.[5]
- Der türkische Hochschulratspräsident, Erdoğan Teziç, gab das Kommandeurskreuz zurück, das ihm am 17. Juli 2004 vom französischen Präsidenten Jacques Chirac verliehen worden war. Als Grund nannte Teziç die Verabschiedung des Gesetzes, das die Leugnung des armenischen Genozides unter Strafe stellt.[32]
- Michèle Audin lehnte 2009 die Annahme der Mitgliedschaft in der Ehrenlegion ab, da der französische Staatspräsident nicht auf eine Bitte ihrer Mutter um Aufarbeitung des Schicksals ihres Vaters reagiert hatte. Ihr Vater Maurice Audin war in Algerien 1957 von französischen Fallschirmjägern zu Tode gefoltert worden.[33] Für diesen Mord wurde kein Verantwortlicher zur Rechenschaft gezogen.
- Der Wirtschaftswissenschaftler Thomas Piketty lehnte am 1. Januar 2015 die Nominierung für die Ehrenlegion ab.[34]
- Geneviève Callerot wollte den Orden zunächst ablehnen, „weil es haufenweise Leute gibt, die ihn viel mehr verdienen“, nahm ihn jedoch am 26. August 2018 unter der Bedingung an, dass postum „ihre Eltern und Geschwister mit eingeschlossen werden.“[35] Callerots Familie verhalf im Zweiten Weltkrieg mehr als 200 Menschen, darunter vielen Juden, zur Flucht aus dem von den Nazis besetzten südwestfranzösischen Département Dordogne in die unbesetzte Zone Frankreichs.[36]

## Museum der Ehrenlegion
Das für den Fürsten Friedrich III. von Salm-Kyrburg gebaute Hôtel de Salm ist seit dem 13. Mai 1804 Sitz der Ehrenlegion und beherbergt deren Museum.

## Kuriosa
Auch ein Tier wurde Mitglied der Ehrenlegion. Eine Taube brachte im Ersten Weltkrieg bei Verdun als letzte Brieftaube die Bitte um Entsatz der in Fort Vaux eingeschlossenen Soldaten am 6. Juni 1916 heil ans Ziel, starb aber noch am selben Tag aufgrund der eingeatmeten Kampfgase. Postum erhielt sie das rote Band.

## Die Ehrenlegion in der Heraldik
Mit der Proklamation des französischen Kaiserreiches wurde eine Reform des Wappenwesens durchgeführt. In Staats-, Kommunal- und Familienwappen konnte nun die Insigne der Ehrenlegion geführt werden; die verschiedenen Klassen wurden heraldisch genau unterschieden.

Erstes Kaiserreich 1804–1814/15 Collane der Ehrenlegion
Zweites Kaiserreich 1852–1870 Collane der Ehrenlegion
Commandeur (C LH) Familienwappen
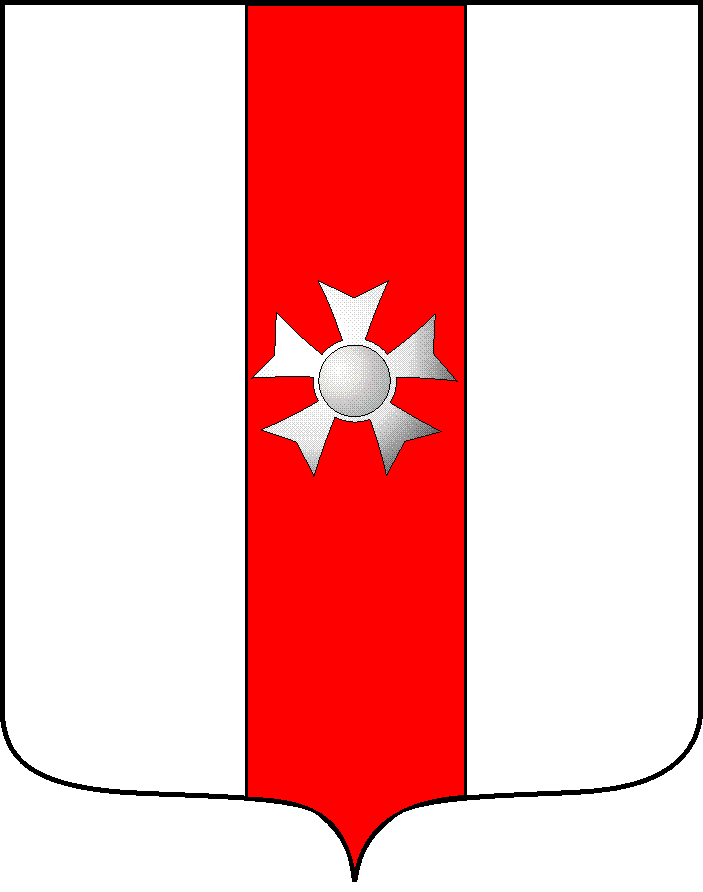
Chevalier (Ch. LH) Schema eines Wappens

Kommunalheraldik
Wappen der Stadt Belfort
Wappen der Stadt Dijon (bis 1962)
Wappen der Stadt Rambervillers

## Historische Literatur
- E. M. Perrot: Vom Hosenbandorden zur Ehrenlegion. Die historischen Ritter- und Verdienstorden Europas. Nachdruck der Ausgabe von 1821. Mit einem Nachwort von Armin Wolf. Harenberg, Dortmund (= Die bibliophilen Taschenbücher. Band 220).